# Los Tatitos
Los Tatitos es una serie animada musical en stop-motion creada y dirigida por el uruguayo Walter Tournier en 1997.
Cuenta con 22 episodios de aproximadamente 1´15” minutos de duración cada uno y fue emitida por Canal 4 (Uruguay).

## Producción
Fue grabada en formato VHS a color.
La dirección estuvo a cargo de Walter Tournier, quien también ofició como animador. Los capítulos fueron producidos y escritos por Diego Silva y editados por Leonardo Salas. El apartado sonoro y musical estuvo a cargo de Carlos Cotelo, Hugo Jasa, Leonardo Croatto y Carlos Da Silveira. Además de Tournier, el proyecto involucró a los animadores Pablo Turcatti, Roberto González y Marcello Cubelli. La fotografía estuvo en manos de Bárbara Álvarez, Diego Arsuaga, José María Ciganda, Santiago Epstein y Diego Velazco.

## Reconocimientos
En 1998 Unesco reconoció a Los Tatitos como la mejor película latinoamericana presentada en el 7º Festival Internacional de Cine Para Niños y Jóvenes.